# Musicillium theobromae
Musicillium theobromae är en svampart som först beskrevs av Turconi, och fick sitt nu gällande namn av Zare & W. Gams 2007. Musicillium theobromae ingår i släktet Musicillium och familjen Plectosphaerellaceae.   Inga underarter finns listade i Catalogue of Life.